# Bun (Hautes-Pyrénées)
Bun település Franciaországban, Hautes-Pyrénées megyében. Lakosainak száma 153 fő (2022. január 1.). Bun Gaillagos, Arcizans-Dessus, Arras-en-Lavedan, Aucun, Estaing és Sireix községekkel határos.

## Népesség
A település népességének változása:
| Lakosok száma | 145  | 141  | 146  | 146  | 151  | 156  | 155  | 154  | 153  |
|               | 2013 | 2015 | 2016 | 2017 | 2018 | 2019 | 2020 | 2021 | 2022 |